# Marsupella lacerata
Marsupella lacerata là một loài rêu tản trong họ Gymnomitriaceae. Loài này được (Stephani) Váňa mô tả khoa học lần đầu tiên năm 2003.